# Defiant
Defiant is een Amerikaans historisch scootermerk.
De bedrijfsnaam was: Defiant Cycle Scooter Company. 
Amerikaans bedrijf dat in 2002 een prototype presenteerde van een scooter met een Harley-Davidson-motorblok. Men produceerde enkele jaren bijzondere scooters waarvoor Harley-Davidson Sportster-modellen als basis worden gebruikt. De Defiant scooter was ontworpen door Craig Vetter, die ook verantwoordelijk was voor de Triumph X-75 Hurricane, stroomlijnkuipen en koffersets.